# کاسترونووو دی سیچیلیا
کاسترونووو دی سیچیلیا (به ایتالیایی: Castronovo di Sicilia) یک کومونه در ایتالیا است که در استان پالرمو واقع شده‌است.

## خصوصیات
کاسترونووو دی سیچیلیا ۱۹۹٫۹ کیلومترمربع مساحت و ۳٬۱۳۳ نفر جمعیت دارد.